# 쇼퍼

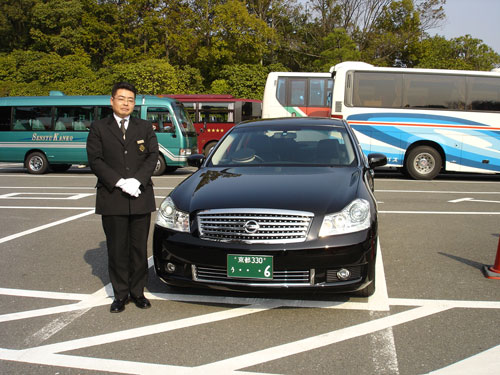
2006년의 일본의 쇼퍼.

쇼퍼(Chauffeur) 또는 수행기사는 고위직 인물을 수행하기 위해 이들이 탄 차를 운전하는 기사를 뜻하는 말이다. 주로 정치인, 기업 회장, 기업 임원 등을 수행하는 직업이다.

## 같이 보기
- 리무진